# 希伯尼安斯足球俱乐部
希伯尼安斯足球俱乐部（英語：Hibernians Football Club），是馬耳他的足球俱乐部，位于保拉市镇。
在2005–06赛季，球队参加了欧洲联盟杯的资格赛赛事。早在1970–71赛季球队首次参加欧洲赛事，在欧洲优胜者杯中首轮被皇家马德里所淘汰。

## 球會榮譽
- 馬耳他足球超級聯賽: 13 次

1961, 1967, 1969, 1979, 1981, 1982, 1994, 1995, 2002, 2009, 2015, 2017, 2022
- 馬耳他足總盃: 11 次

1962, 1970, 1971, 1980, 1982, 1998, 2006, 2007, 2012, 2013, 2025
- 馬耳他超級盃: 2 次

1994, 2008